# Megastomatohyla mixe
Megastomatohyla mixe är en groddjursart som först beskrevs av William Edward Duellman 1965.  Megastomatohyla mixe ingår i släktet Megastomatohyla och familjen lövgrodor. IUCN kategoriserar arten globalt som akut hotad. Inga underarter finns listade i Catalogue of Life.